# Sertaç Şanlı
Sertaç Şanlı, né le 29 janvier 1991, à Edirne, en Turquie, est un joueur turc de basket-ball. Il évolue au poste de pivot.

## Carrière
Şanlı est formé au Pınar Karşıyaka.
À l'été 2018, Şanlı rejoint l'Anadolu Efes Spor Kulübü avec lequel il signe un contrat de deux ans.
En juillet 2020, Şanlı signe un nouveau contrat (pour une saison avec une saison supplémentaire en option) avec l'Anadolu Efes.
En juillet 2021, il rejoint le FC Barcelone où il signe un contrat pour deux saisons.

## Palmarès
- Champion de Turquie : 2013, 2019, 2021, 2024
- Vainqueur de la Coupe de Turquie 2024
- Vainqueur de l'Euroligue 2020-2021 avec l'Anadolu Efes.
- Vainqueur de l'Euroligue 2024-2025 avec le Fenerbahçe
- Vainqueur de la Coupe du Roi 2022
- Champion d'Espagne : 2023